# Zbigniew Bator
Zbigniew Bator (ur. 16 października 1944 w Krakowie, zm. 14 sierpnia 2012 tamże) – aktor, reżyser i publicysta.

## Życiorys
Był aktorem Teatru Bagatela w Krakowie. Od 1985 w krakowskiej Akademii Pedagogicznej prowadził zajęcia z kultury żywego słowa i emisji głosu. Opublikował kilkanaście tekstów publicystycznych, głównie w Ruchu Muzycznym i Teatrze. Był instruktorem 11 Krakowskiej Drużyny Harcerskiej.  
Został pochowany na cmentarzu Rakowickim w Krakowie (kwatera CB, rząd wsch.)

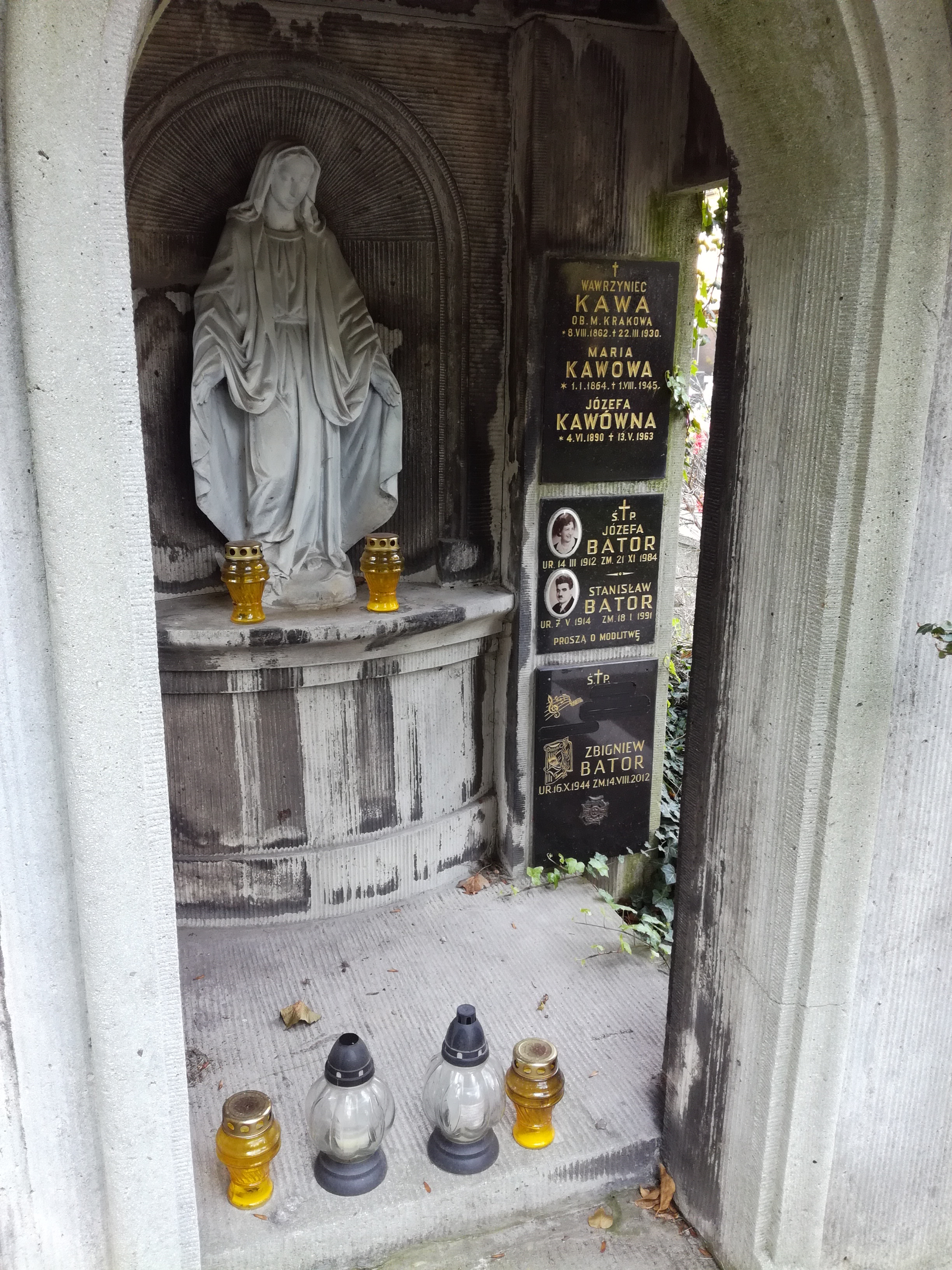
Grób Zbigniewa Batora na cmentarzu Rakowickim

## Filmografia
- Przeprowadzka (1972) – Zbyszek, znajomy Nowickiego
- Przyjęcie na 10 +3 milicjant zamykający więźniarkę (1973)
- Ślad na ziemi (1978) – geodeta Zygmunt Falewicz